# Николаевские (Яранский район)
 Николаевские  — деревня в Яранском районе Кировской области в составе Кугушергского сельского поселения.

## География
Расположена на расстоянии примерно 26 км по прямой на юго-запад от города Яранск.

## История
Основана в 1827 году. В 1873 году здесь (починок Николаевский) дворов 1 и жителей 4, в 1905 27 и 98, в 1926 (деревня Николаевские или Манокши, Арбатский) 53 и 247, в 1950 (Николаевский) 57 и 242, в 1989 15 жителей. Современное название утвердилось с 1978 года. Работал колхоз «Запад».

## Население
Постоянное население составляло 8 человек (русские 100) в 2002 году, 5 в 2010.